# D'Alembertiaan
De d'Alembertiaan, genoteerd als {\displaystyle \Box }, is een operator uit de relativiteitstheorie die een generalisatie is van de laplaciaan uit de vectoranalyse voor ruimtes met een Minkowski-signatuur. De operator is genoemd naar de Franse natuurkundige d'Alembert en geeft aan in welke mate een functie of tensor varieert in de ruimtetijd.

## Definitie
Uitgedrukt in planck-eenheden, zodat de lichtsnelheid {\displaystyle c} de numerieke waarde 1 heeft, is de viergradiënt gegeven door
{\displaystyle \partial _{\mu }=\left(\partial _{t},\nabla \right)=\left(\partial _{t},\partial _{x},\partial _{y},\partial _{z}\right)}
De contravariante viergradiënt verkrijgt men door contractie met de Minkowski-metriek: 
{\displaystyle \partial ^{\mu }=\eta ^{\mu \nu }\partial _{\nu }=\left(\partial _{t},-\partial _{x},-\partial _{y},-\partial _{z}\right)}
Met behulp van deze twee operatoren wordt de d'Alembertiaan gedefinierd als:
{\displaystyle \Box =\partial ^{\mu }\partial _{\mu }={\frac {\partial ^{2}}{\partial t^{2}}}-{\frac {\partial ^{2}}{\partial x^{2}}}-{\frac {\partial ^{2}}{\partial y^{2}}}-{\frac {\partial ^{2}}{\partial z^{2}}}={\frac {\partial ^{2}}{\partial t^{2}}}-\Delta }
In SI-eenheden komt er nog een factor {\displaystyle c^{2}} in de noemer van de tijdsafgeleide bij, zodat:
{\displaystyle \Box ={\frac {\partial ^{2}}{c^{2}\partial t^{2}}}-{\frac {\partial ^{2}}{\partial x^{2}}}-{\frac {\partial ^{2}}{\partial y^{2}}}-{\frac {\partial ^{2}}{\partial z^{2}}}}

## Interpretatie en gebruik
Uit de bovenstaande definitie is duidelijk dat voor een functie of tensor die niet afhangt van de tijd, de d'Alembertiaan gegeven is door (minus) de laplaciaan, en dus inderdaad daarvan een generalisatie is. Ook is de d'Alembertiaan een lorentz-covariante uitdrukking, en hangt deze dus niet af van het inertiaalstelsel van waaruit men de fysische situatie beschrijft. De algemeen-relativistische definitie verkrijgt men door de viergradiënt te vervangen door een covariante afgeleide:
{\displaystyle \Box =\nabla ^{\mu }\nabla _{\mu }}
Deze is op zijn beurt diffeomorfisme-invariant, en hangt dus niet af van het gebruikte coördinatensysteem. Dit maakt het een goed gedefinieerd object binnen de algemene relativiteitstheorie.
De d'Alembertiaan komt frequent voor in o.a. veldentheorie, waar hij optreedt als differentiaaloperator in de bewegingsvergelijking van de meest courante (kwantum)velden.